# له خافیئو
له خافیئو (ویتنامی: Lê Khả Phiêu؛ زادهٔ ۲۷ دسامبر ۱۹۳۱ – درگذشته ۷ اوت ۲۰۲۰) سیاست‌مدار کمونیست ویتنامی بود. او بین سال‌های ۱۹۹۷ تا ۲۰۰۱ (میلادی) دبیرکل حزب کمونیست ویتنام بود.
له خافیئو در ۷ اوت ۲۰۲۰، در سن ۸۸ سالگی در هانوی درگذشت.